# Петц, Антон фон

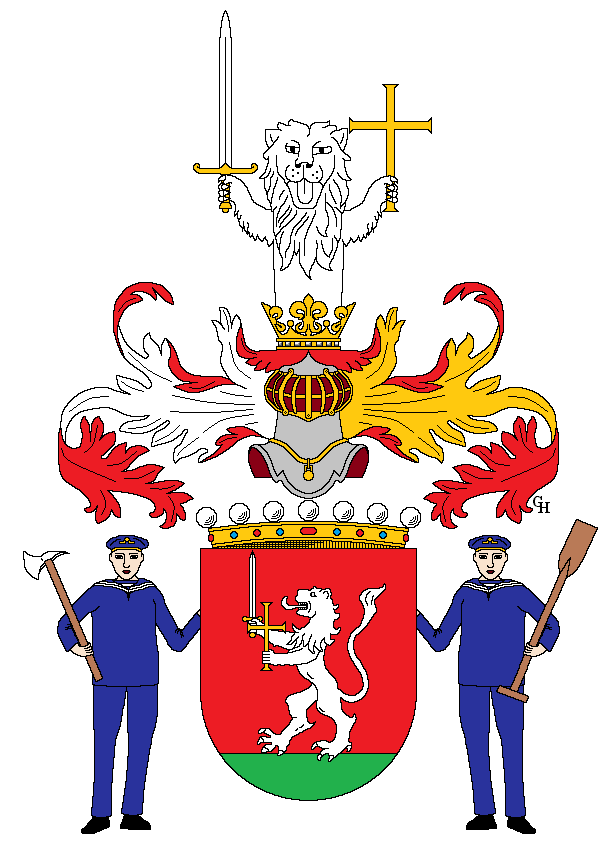
Герб фон Петца

Антон фон Петц (21 января 1819, Венице, Трансильвания, Австрийская империя — 7 мая 1885, Триест) — австрийский вице-адмирал. Барон (1867).

## Биография
После окончания Военно-морской академии в Риеке, в 1837 году поступил на службу в ВМФ Австро-Венгрии. Летом 1840 года в ходе Турецко-египетской войны (1839—1841) на борту SMS Guerriera участвовал в военной интервенции объединённых сил Великобритании, Османской и Австрийской империй в Сирию против наместника Египта Мухаммеда Али.
Участвовал в ряде походов. В качестве адъютанта эрцгерцога Фридриха Фердинанда Леопольда Австрийского в 1842 году на SMS Bellona посетил Англию. Затем около трёх лет преподавал математику в Морском колледже.
Во время Первой войны за объединение Италии в 1848 году первым лейтенантом на SMS Vulcan участвовал в осаде Венеции. В последующие годы командовал небольшими кораблями ВМФ Австро-Венгрии.
Прославился 20.07.1866 года во время битвы при Лиссе, первом морском сражении с массовым участием броненосных сил. Сражался под командованием адмирала Вильгельма фон Тегетгоффа, который шёл во главе первого отряда на броненосце SMS Erzherzog Ferdinand Max, вторую линию, состоящую из деревянных кораблей, возглавлял линейный корабль SMS Kaiser под командованием коммодора Антона Петца. Первый отряд должен был разорвать итальянский строй, завязать хаотический бой и открыть путь для фланговых ударов кораблей второго отряда, которым предписывалось таранить корабли противника и далее действовать сообразно сложившейся обстановке. Третий отряд обеспечивал прикрытие деревянным кораблям из второго отряда, связывая боем и отвлекая внимание итальянцев. Австрийцы на 27 боевых кораблях имели 525 орудий и 7770 человек команды, 34 корабля Италии имели общую численность экипажей 11250 человек и несли 695 орудий.
Деревянным кораблям второго австрийского отряда под командованием А. Петца пришлось вступить в бой с итальянскими броненосцами контр-адмирала Аугусто Антонио Риботи, в то время как отряд фон Тегетхоффа вёл сражение с броненосцами центральной части итальянской линии. Отряд австрийских небронированных кораблей фон Пеца по первоначальному плану должен был сражаться с итальянскими фрегатами и корветами. Однако командовавший ими вице-адмирал Альбине уклонился от участия в сражении, и отряд А. Петца столкнулся с итальянскими броненосцами, спешившими на помощь «Ре д’Италия», а также с быстроходным «Аффондаторе». Сначала фон Пец на линейном корабле «Кайзер» заставил угрозой столкновения отступить «Аффондаторе», на борту которого находился сам итальянский командующий, а потом поспешил на помощь двум австрийским фрегатам, которых расстреливали итальянские броненосцы. Вскоре деревянный «Кайзер» оказался среди четырёх подошедших с разных сторон бронированных кораблей противника, с успехом обстреливая их своей многочисленной артиллерией.

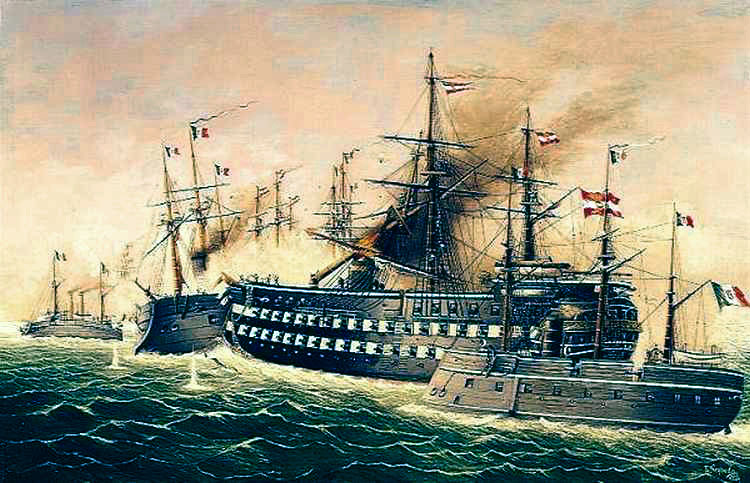
Битва при Лиссе. («Кайзер» таранит «Ре ди Портогало») Картина Э. Несбеды

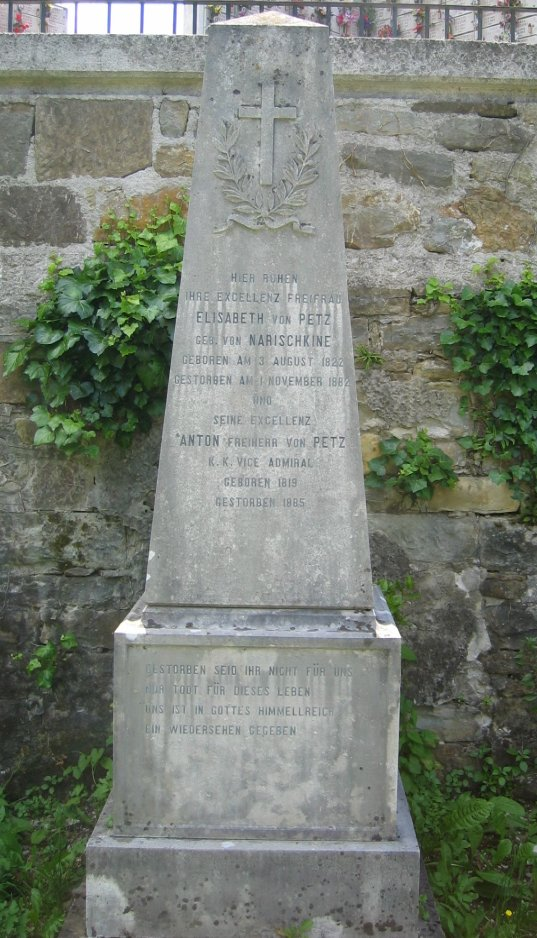
Памятник на могиле А. фон Петца и его жены

Оказавшись против большого итальянского броненосца «Ре ди Портогалло», австрийский деревянный корабль смело пошёл на таран гораздо более сильного судна, потряс его ударом форштевня, но не смог потопить, а сам потерял трубу и мачты и жестоко пострадал от огня, который итальянцы по нему вели практически в упор.
Искалеченный «Кайзер» вместе с фрегатами направился в сторону Лиссы, его попытался перехватить быстроходный «Аффондаторе». Старый тяжело повреждённый деревянный линейный корабль уже не мог уклониться от нападения, однако в решающий момент адмирал Персано отказался от тарана, и «Кайзер» благополучно укрылся в гавани.
Несмотря на серьёзное преимущество в кораблях и артиллерии, итальянский флот потерпел поражение и отступил.
После победоносной битвы, 22 июля 1866 за доблесть и заслуги Петц был произведен в контр-адмиралы, а 29 августа этого же года был награждён рыцарским Военным орденом Марии Терезии, в 1867 году пожалован баронским титулом.
С октября 1866 по сентябрь 1867 года фон Петц командовал Военно-морской академией в Риеке. Затем служил помощником адмирала базы ВМФ в Пуле. В 1869 году ему было поручено командование экспедицией в Восточную Азию (с посещением Сиама , Китая и Японии) — и Южную Америку, имевшую, в основном, экономические цели, заключение договоров с государствами этих регионов. С целью справился успешно.
Военную службу закончил командующим одним из районов Триеста 
9 мая 1878 получил при отставке почетный чин вице-адмирала.
Фон Петц был женат на Елизавете Нарышкиной (3 августа 1825, Москве- 1 ноября 1882, Триест). Похоронен на военном кладбище (Cimitero Militare) Триеста.